# Centre de prévention et du contrôle des maladies de Wuhan
Le Centre de prévention et du contrôle des maladies de Wuhan (en chinois mandarin : 武汉市疾病预防控制中心), situé 24 Jianghan N Rd, Jiang'an District, Wuhan, Hubei, Chine ;  a été officiellement créé en décembre 2002. Son prédécesseur était le Centre municipal de santé et de prévention des épidémies de Wuhan, créé en septembre 1952,,,. À ce titre, ce centre est hiérarchiquement subordonné directement au Centre chinois de contrôle et de prévention des maladies. Il est souvent à tort confondu avec l'Institut de virologie de Wuhan.
Il est le centre de gestion et d'orientation des technologies commerciales de prévention et de contrôle des maladies de la ville de Wuhan. 
Il s'agit d'un établissement de santé publique important.
Ses principales responsabilités sont les suivantes : maladies infectieuses, maladies parasitaires, maladies endémiques, maladies non infectieuses, etc. 
Prévention et contrôle ; traitement d'urgence des urgences de santé publique et des épidémies de catastrophe ; gestion de l'information sur les conditions épidémiques et les facteurs liés à la santé, réalisation de la surveillance des maladies, collecte, notification, analyse et évaluation des informations de santé publique telles que les facteurs de maladie et les risques pour la santé.

## Administration interne
Le centre compte actuellement plus de 220 employés, dont 31,8% de cadres supérieurs professionnels et techniques, 63,1% de titulaires d'une maîtrise ou plus; 37 talents clés, dont 6 experts bénéficiant de subventions municipales; l'Université de Wuhan et l'Université des sciences et technologies de Huazhong 37 professeurs associés et professeurs. 
Il compte plusieurs instituts en son sein :
- Institut de prévention et de contrôle des maladies infectieuses (directeur : Zhang Yong-Zhen),
- Institut de prévention et de contrôle du sida,
- Institut de prévention et de contrôle des schistosomiases et des maladies endémiques,
- Institut de lutte contre les maladies infectieuses et vectorielles,
- Institut de prévention et de contrôle des maladies chroniques non infectieuses,
- Institut  d'enseignement de Santé,
- Institut de détection d'agents pathogènes,
- Institut d'inspection de la santé environnementale et de la sécurité alimentaire et centres d'information.

À l'heure actuelle, sur la prévention et le contrôle des maladies infectieuses (SIDA), la prévention et le contrôle des maladies chroniques non infectieuses, les tests d'assainissement (micro-organismes pathogènes) et l'assainissement de l'environnement ont été approuvés en tant que principaux domaines de santé publique municipaux (disciplines). 
Le centre possède les qualifications d'agence d'inspection et d'essai, de service de santé radiologique et d'autres qualifications institutionnelles. 
Il y a 596 articles dans 13 catégories grâce à la certification de qualification. Il dispose d'un laboratoire de confirmation du SIDA, d'un laboratoire national de test du réseau de surveillance de la grippe et d'une expérience nationale de référence sur les maladies par carence en iode.
Ce centre a établi des relations de coopération en matière de recherche scientifique avec des universités et des instituts de recherche aux États-Unis, au Japon, au Danemark, en Allemagne, au Canada, à Hong Kong et dans d'autres pays et régions.

## Covid-19
Pour un article plus général, voir Origine du SARS-CoV-2.
Au début de l'épidémie de Covid-19, plusieurs hypothèses sur les origines du virus sont suggérées. Une de ces dernières mentionne le centre comme potentiel source du virus (au même titre que le l'institut de virologie de Wuhan). Le centre est en effet situé à environ 280 m du marché de Wuhan, le premier cluster recensé du Covid-19. En février 2020, deux chercheurs lancent la théorie selon laquelle le virus s'est échappé du centre, dans un article publié sur ResearchGate. L'article a été retiré depuis.
En avril 2020, le chercheur Richard H. Ebright reprend l'hypothèse selon laquelle il est possible que le SARS-Cov2 provienne de ce laboratoire. 
La communauté scientifique considère néanmoins qu'il n'existe aucune preuve de ces allégations.